# Czaszkowo
Czaszkowo (do 1938 r. niem. Zatzkowen, 1938–1945 Eisenack) – osada w Polsce położona w województwie warmińsko-mazurskim, w powiecie mrągowskim, w gminie Piecki. Miejscowość wchodzi w skład sołectwa Piecki. W latach 1975–1998 miejscowość administracyjnie należała do województwa olsztyńskiego.

## Historia
W starożytności leżące w Czaszkowie jezioro Nidajno było miejscem kultu, w którym deponowano broń i kosztowności, w tym także obiekty pochodzące ze znacznie oddalonych regionów (np. Izraela).
W 1552 r. książę Albrecht nadał Michałowi von Eysack, staroście z Szestna, 44,5 włóki lasu oraz przekazał dochody z 30 włók ziemskich w Goleni. Gdy zmarł Michał von Eysack, w 1565 książę Albrecht tę sama liczbę włók nadał na prawie magdeburskim Andrzejowi Langheim i Mikołajowi Lega. Na tym obszarze (na tych włokach) powstały dwie wsie: Czaszkowo oraz Lega (zwana później Krzywym Rogiem).
Od 1565 r. wieś była w posiadaniu rodu von der Groeben, jej właścicielem był także Otto von der Groeben. W 1785 r. na wieś Czaszkowo składał się dwór i wieś chłopska. Łącznie w Czaszkowie było w tym czasie 36 domów. W 1818 r. we wsi była jednoklasowa szkoła z 31 uczącymi się dziećmi. W 1838 r. we wsi były 22 gospodarstwa domowe i 140 mieszkańców. W 1904 r. do dworu należały 22 włóki. W 1935 r. w tutejszej szkole uczyło się 46 uczniów. W 1938 r., w ramach akcji germanizacyjnej, zmieniono urzędową nazwę wsi z Zatzkowen na Eisenack. W 1939 r. Czaszkowo było samodzielną gminą i mieszkało we wsi 234 osoby.
Po 1945 r. w Czaszkowie był PGR.